# Le Châble VS
| VS ist das Kürzel für den Kanton Wallis in der Schweiz. Es wird verwendet, um Verwechslungen mit anderen Einträgen des Namens Le Châble zu vermeiden. |

Le Châble ist der Hauptort der Gemeinde Val de Bagnes des Bezirks Entremont im Schweizer Kanton Wallis. Le Châble gehörte früher zur Gemeinde Bagnes, die 2021 durch Fusion in der Gemeinde Val de Bagnes aufging.

## Geographie

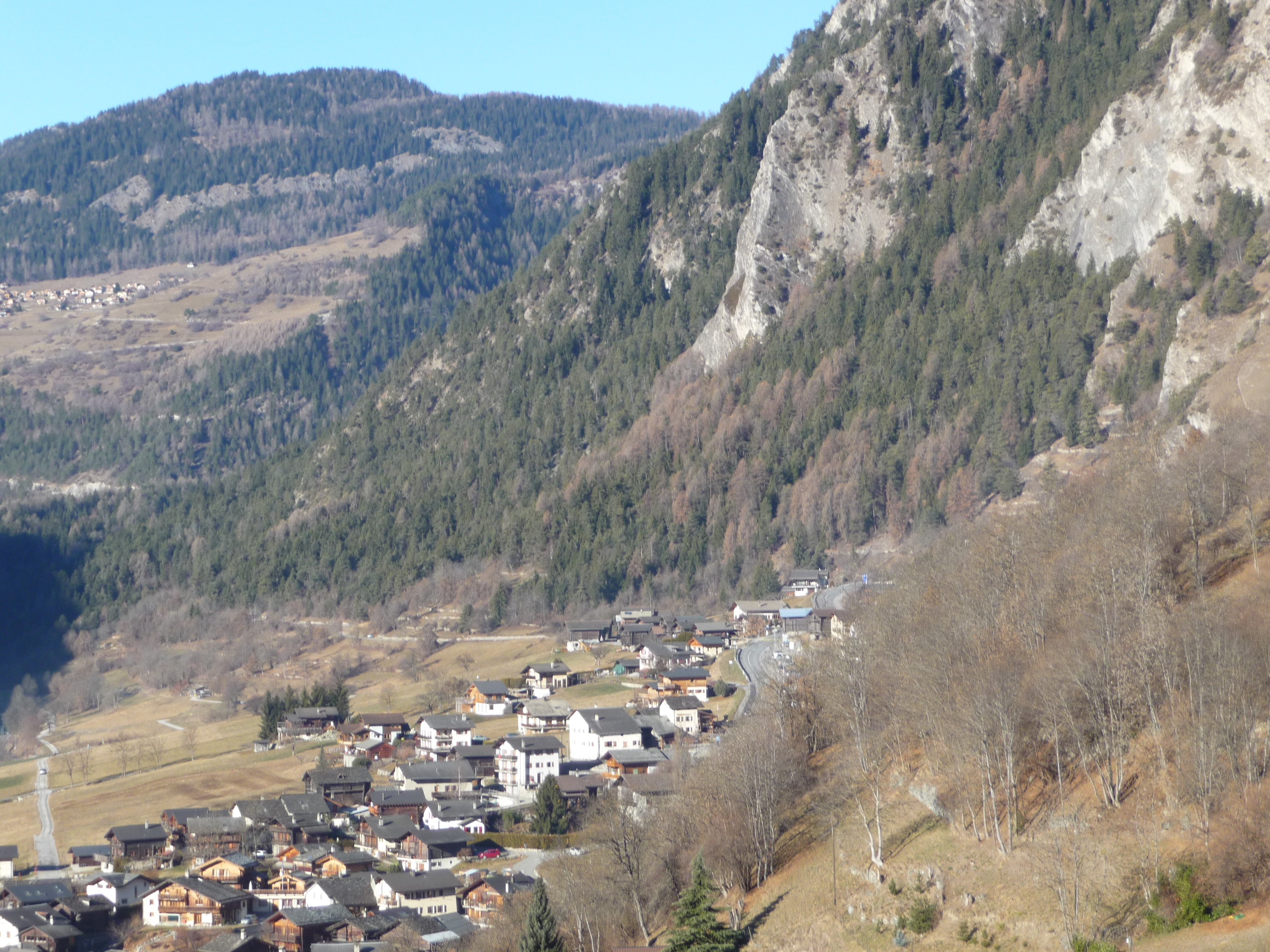
Ortsteil Villette

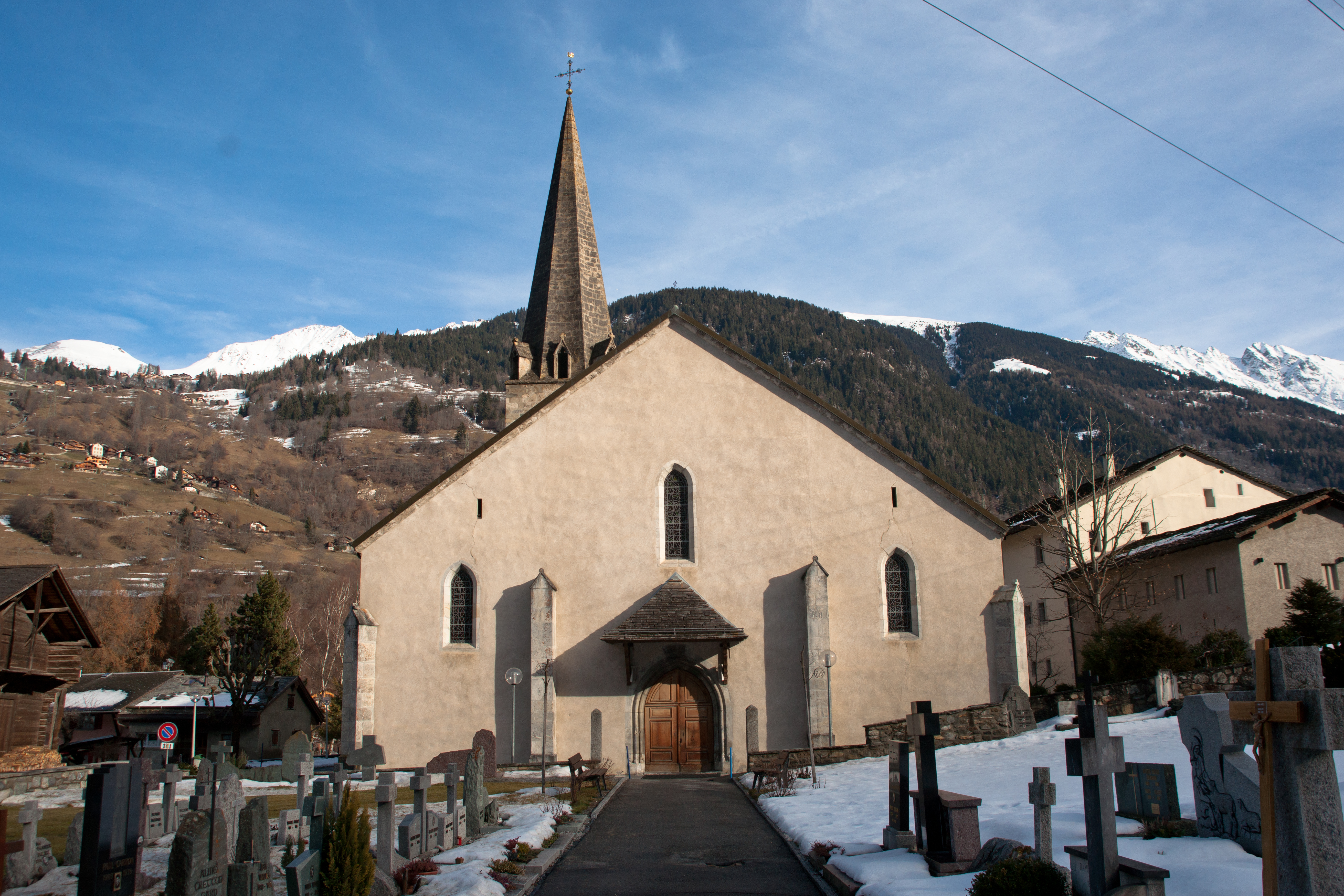
Pfarrkirche Saint-Maurice

Le Châble liegt im Val de Bagnes auf der linken Seite der Dranse de Bagnes. Das Dorf, in dem der Dienstleistungssektor überwiegt, ist mit Villette, Le Cotterg und Montagnier zusammengewachsen, die beide am rechten Ufer der Dranse de Bagnes liegen. Nur 2 ½ Kilometer von Le Châble entfernt befindet sich der Wintersportort Verbier.

## Geschichte
Le Châble war das Herrschaftszentrum des Val de Bagnes, in dem die Abtei Saint-Maurice ab dem 12. Jahrhundert ihre Rechte ausübte. 1410 wurde das Schloss (die sogenannte abbaye), das vielleicht schon vorher als Sitz der klösterlichen Amtsleute gedient hatte, zur Residenz der Äbte ausgebaut. 1476 zerstörten die Einwohner es teilweise. 1745 wurde es während der Revolte gegen den Abt von Saint-Maurice belagert. Im 20. Jahrhundert übernahm die Gemeinde Bagnes, deren Hauptort Le Châble bis 2020 war, das Gebäude.
Die spätgotische Pfarrkirche ist dem heiligen Mauritius geweiht. Das Beinhaus datiert von 1560 und das Gemeindehaus aus dem 16. Jahrhundert. 1953 erfolgte die Einweihung der Bahnlinie Martigny–Sembrancher–Le Châble.

## Bevölkerung

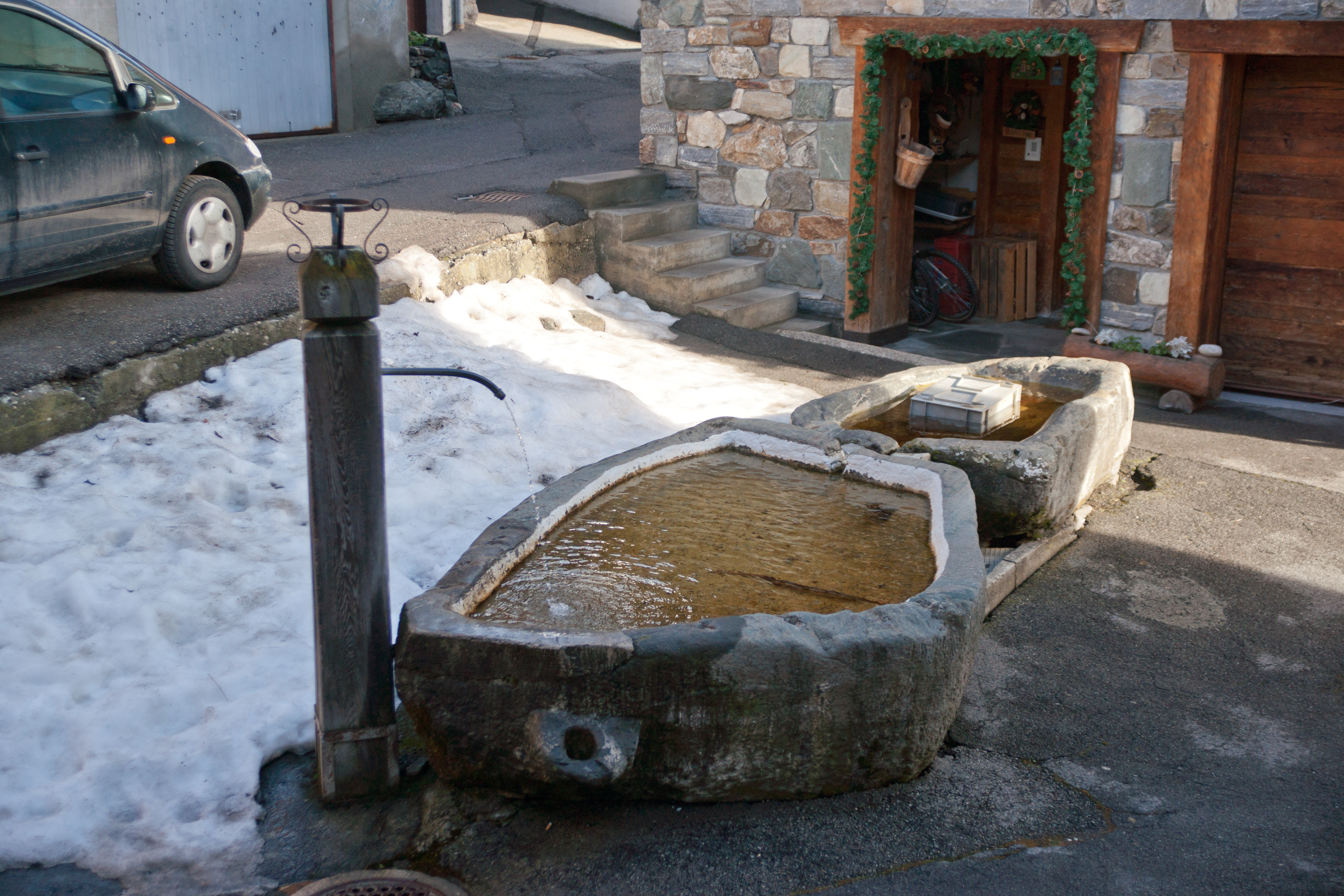
Dorfbrunnen Le Cotterg

| Jahr      | 1798 | 1900 | 1960 | 1993 | 2000 | 2010 | 2020 |
| Einwohner | 304  | 490  | 401  | 480  | 460  | 465  | 560  |

## Verkehr
Die Hauptstrasse 205 verbindet Le Châble mit Sembrancher und Verbier. Im öffentlichen Verkehr wird der Ort von der Bahnlinie Martigny–Le Châble der Transports de Martigny et Régions (TMR) erschlossen. Der Bahnhof wurde 2018 für 27 Millionen Franken unterirdisch neu gebaut, mit direkter Anbindung an die Gondelbahnen von Verbier und Bruson.
Im Val de Bagnes verläuft der Bergwanderweg Sentier des Chamois.

## Sehenswürdigkeiten

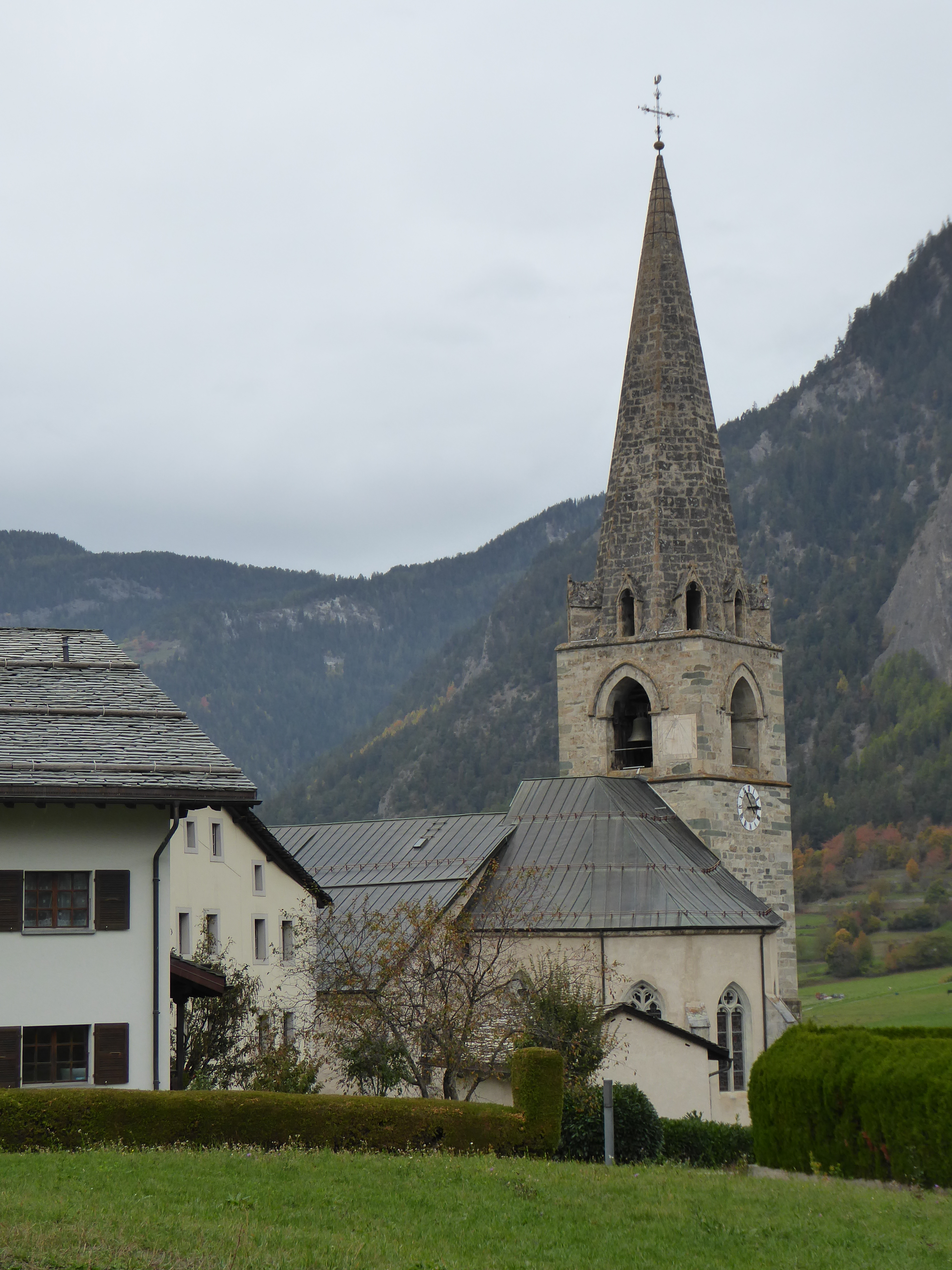
Pfarrkirche Saint-Maurice

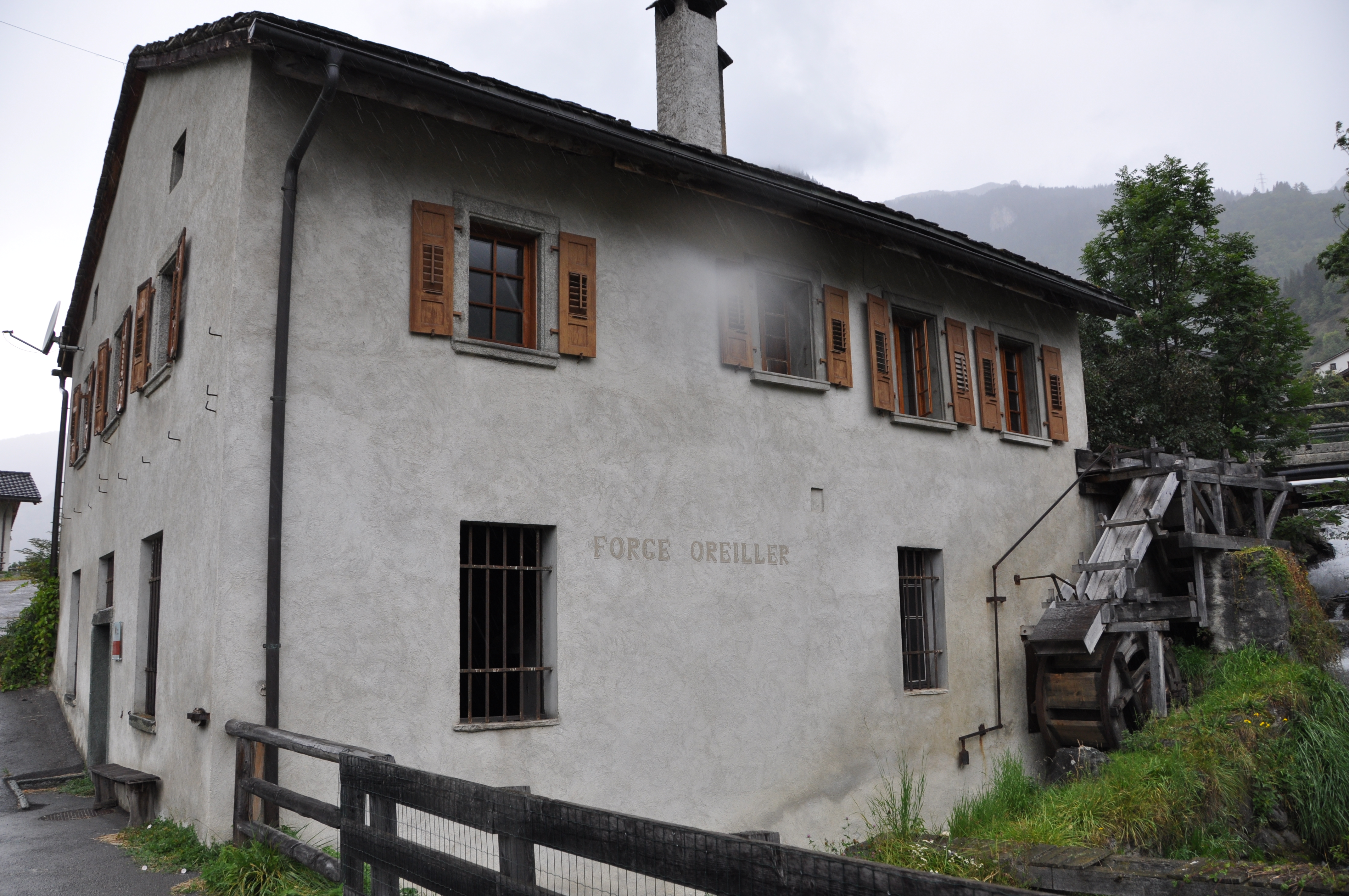
Schmiede Oreiller

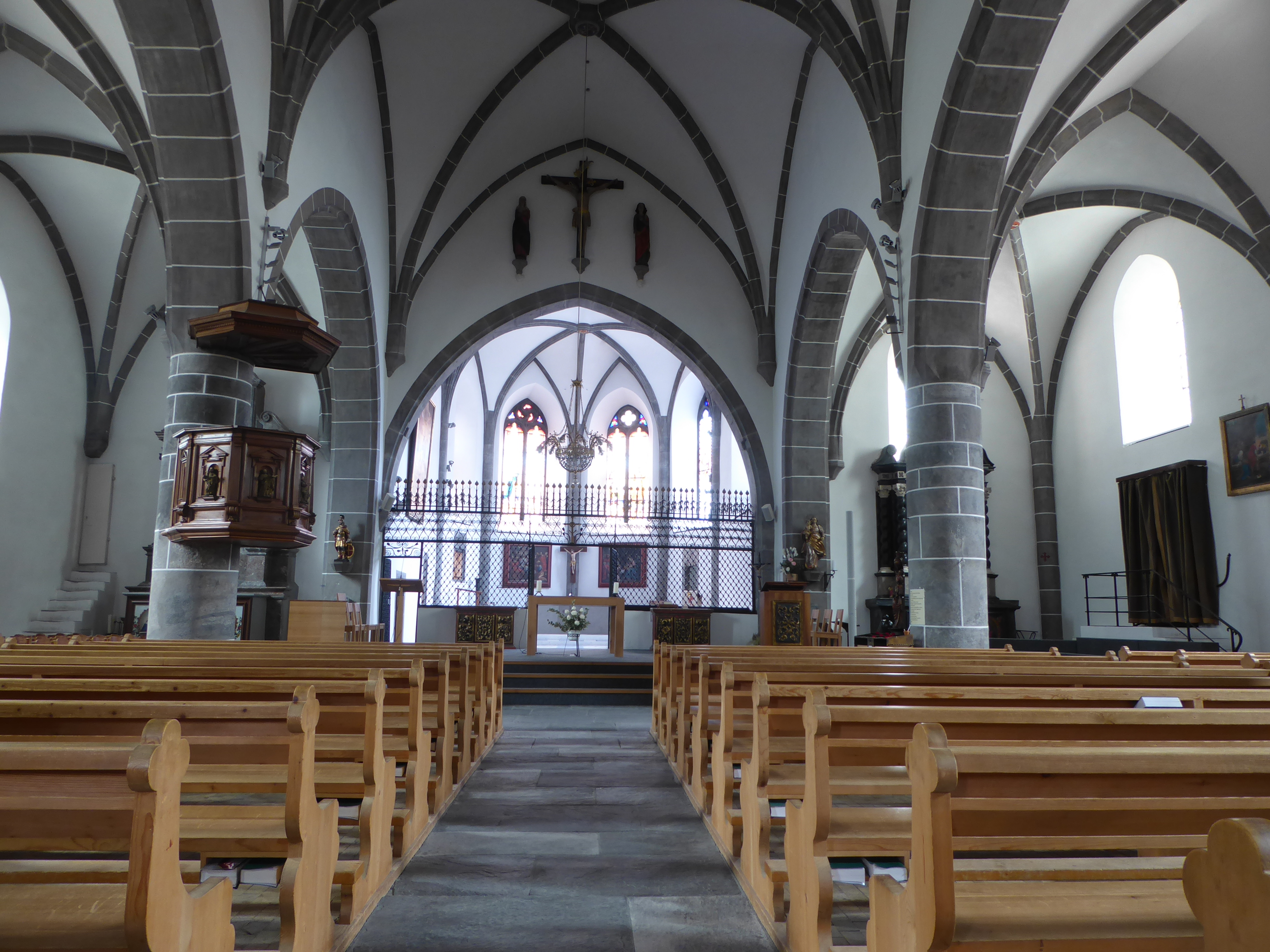
Schiff und Chor der Pfarrkirche

Die gotische Pfarrkirche aus dem 15. Jahrhundert beherbergt vierzehn auf Holz gemalte Kreuzwegstationen, die wahrscheinlich um 1810 hergestellt wurden. Der Glockenturm wurde 1488 bis 1534 von Maurermeister Jean Vaulet-Dunoyer erbaut. Der 1503 erbaute und 1534 vom Maurer- und Steinmetzmeister Pierre Guigoz umgebaute rippengewölbte Chor entstand durch die Erweiterung des alten rechteckigen Chors mit einer polygonalen Apsis. Die drei durch Arkaden getrennte Schiffe, die mit Rippengewölben überwölbt sind, wurden 1519–1525 ebenfalls von Pierre Guigoz errichtet.
Das Beinhaus neben der Pfarrkirche ist ein kleines quadratisches Gebäude, das von zwei Spitzbögen durchbrochen wird, das heute als Totenkapelle genutzt wird. Unweit davon befindet sich das alte Kurhaus aus dem 17. Jahrhundert. Es dient heute als Museum und präsentiert lokale Künstler und thematische Ausstellungen. Ein weiterer Zeuge der Vergangenheit ist die Abtei, die ursprünglich als Residenz der Äbte von Saint-Maurice diente.
Le Châble ist im Inventar der schützenswerten Ortsbilder der Schweiz aufgeführt.

## Persönlichkeiten
- Maurice Troillet (1880–1961), Politiker (CVP)